# Кудро, Октавия
Мари Октавия Кудро (урождённая Ренар; 1867—1938) — французская исследовательница из Ане, Шаранта и автор нескольких книг о французской Гвиане и северной Бразилии. В 1899 году бразильские штаты Пара и Амазонас наняли Кудро для изучения и документирования Амазонии. Её мужем был французский исследователь и географ Анри Кудро.

## Исследование Амазонки

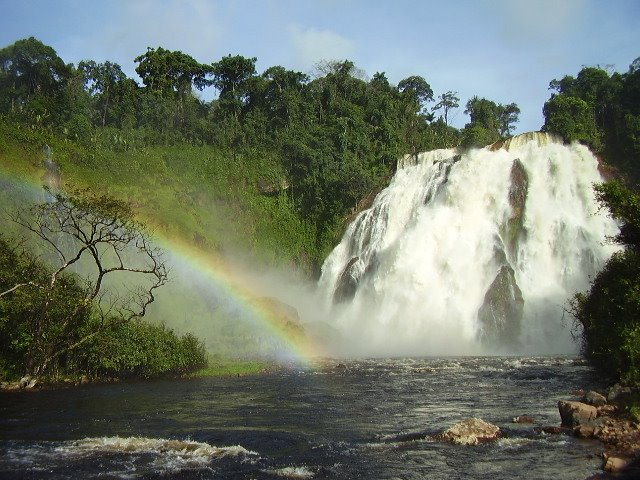
Водопад на Рио-Куруа в Бразилии описан Кудро в «Путешествии на Рио-Куруа» (1903)

Во время спора о франко-бразильских границах между колониальной Францией и Бразилией Анри Кудро служил в губернаторстве штатов Бразилии, картографируя притоки Амазонки и выявляя возможные угодья для фермерства и лесничества. Штатом Пара Анри Кудро было поручено изучить реку Тромбетас. Незадолго до этого он женился.
Первая совместная экспедиция супругов в 1899 году закончилась трагично и описана Анри Кудро в книге «Путешествие по Тромбетас». Они плыли вверх по притоку Тромбетас к северному берегу Амазонки. Анри уже был измучен годами, проведёнными в месте, называемом им «зелёным адом», страдал от малярии и скончался на руках жены 10 ноября 1899 года. С помощью попутчиков Октавия изготовила гроб из досок лодки и вырыла могилу на мысе с видом на озеро Тапажем.
После смерти мужа Октавия Кудро продолжила его исследовательские работы, чем занималась семь лет. Позже, после переноса останков супруга в Ангулем во Франции, она дописала последние главы его книги.

Если я explorateur, а это слово не имеет женского рода, то не ради славы, которая слишком непостоянна и более слепа, чем удача; не из любви к географии — думаю, я должна очень любить её, тогда как этого нет.
Мои исследования помогут мне воссоединить останки моего мужа и его пожилых родителей; Анри Кудро не должен оставаться на полюбившейся чужбине; также это поможет завершить работу, начатую пять лет назад, полезную работу среди прочих, поскольку она рассказывает о землях, неизвестных ещё большинству людей.

С 1899 по 1906 годы она состояла на должности официального исследователя французского правительства, как правило, закрытой для женщин в то время. Терпя те же трудности, которые убили её мужа, она внесла большой вклад в изучение тропиков Амазонки.
Октавия Кудро умерла в Соннаке.
В 2017 году одной из улиц Сен-Жан-д’Анжели присвоено имя Октавии Кудро.

## Публикации
- Voyage au Trombetas : 7 août 1899 — 25 novembre 1899, A. Lahure, 1900, 141 p.
- Voyage au Cuminá : 20 avril 1900 — 7 septembre 1900, A. Lahure, 1900, 190 p.
- Voyage à la Mapuerá : 21 avril 1901 — 24 décembre 1901, A. Lahure, 1901, 166 p.
- Voyage au Maycurú : 5 juin 1902 — 12 janvier 1903, A. Lahure, 1903, 151 p.
- Voyage au rio Curua : 20 novembre 1900 — 7 mars 1901, A. Lahure, 1903, 114 p.
- Voyage au Canumã : 21 août 1905-16 février 1906, A. Lahure, 1906, 216 p.